# Устьянцев, Александр Сергеевич
Александр Сергеевич Устьянцев (1944-2015) — советский легкоатлет, специалист по бегу на короткие и средние дистанции. Выступал за сборную СССР по лёгкой атлетике в 1960-х годах, призёр первенств всесоюзного и республиканского значения, бывший рекордсмен мира в эстафете 4 × 800 метров. Представлял Свердловск и спортивное общество «Труд». Мастер спорта СССР международного класса.

## Биография
Занимался лёгкой атлетикой в Свердловске, выступал за добровольное спортивное общество «Труд».
Впервые заявил о себе на всесоюзном уровне в сезоне 1965 года, когда на чемпионате СССР в Алма-Ате стал бронзовым призёром в беге на 400 метров.
В июне 1966 года на соревнованиях в Лондоне совместно с Ремиром Митрофановым, Олегом Райко и Вадимом Михайловым установил мировой рекорд в эстафете 4 × 800 метров (4 × 880 ярдов) — 7:16.0. Британские спортсмены показали здесь лучшее время, но их результат не ратифицировали.
В 1967 году на чемпионате страны в рамках IV летней Спартакиады народов СССР в Москве с командой РСФСР выиграл бронзовую медаль в эстафете 4 × 400 метров.
В начале 1968 года в соответствии с данными, приведёнными в журнале «Лёгкая атлетика», Александр Устьянцев входил в число лучших легкоатлетов СССР в дисциплинах 400 метров (47,5) и 800 метров (1.49,5).
За выдающиеся спортивные достижения удостоен почётного звания «Мастер спорта СССР международного класса».
Скончался 29 мая 2015 года, похоронен на 11-й секции Северного кладбища Екатеринбурга.